# 시즈오카현 선거구
시즈오카현 선거구(일본어: 静岡県選挙区)는 일본의 참의원 선거구이다.

## 선거구 정보
| 지역      | 시즈오카현 전역          |
| 의원 정수 | 4명 (개선 정수 2명)      |
| 유권자 수 | 3,038,398명 (2022년 9월) |

## 역대 의원
| 홀수회                       | 홀수회                       | 홀수회        | 짝수회        | 짝수회                           | 짝수회                         |
| 의원 1                       | 의원 2                       | 선거          | 선거          | 의원 1                           | 의원 2                         |
| ---------------------------- | ---------------------------- | ------------- | ------------- | -------------------------------- | ------------------------------ |
| 모리타 도요히사 (일본자유당) | 가와카미 가이치 (무소속)     | 1947년 제1회  | 1947년 제1회  | 가와이 야하치 (무소속)           | 히라오카 이치조 (일본자유당)   |
| 모리타 도요히사 (일본자유당) | 가와카미 가이치 (무소속)     |               | 1950년 제2회  | 히라오카 이치조 (자유당)         | 가와이 야하치 (녹풍회)         |
| 모리타 도요히사 (일본자유당) | 가와카미 가이치 (무소속)     |               | 1952년 보궐   | 이시구로 다다아쓰 (녹풍회)       | 가와이 야하치 (녹풍회)         |
| 고바야시 다케지 (무소속)     | 모리타 도요히사 (자유당)     | 1953년 제3회  |               | 이시구로 다다아쓰 (녹풍회)       | 가와이 야하치 (녹풍회)         |
| 고바야시 다케지 (무소속)     | 모리타 도요히사 (자유당)     |               | 1956년 제4회  | 마쓰나가 주지 (일본사회당)       | 스즈키 만페이 (자유민주당)     |
| 오타 마사타카 (자유민주당)   | 고바야시 다케지 (자유민주당) | 1959년 제5회  |               | 마쓰나가 주지 (일본사회당)       | 스즈키 만페이 (자유민주당)     |
| 오타 마사타카 (자유민주당)   | 고바야시 다케지 (자유민주당) |               | 1962년 제6회  | 스즈키 만페이 (자유민주당)       | 구리하라 유코 (자유민주당)     |
| 고바야시 다케지 (자유민주당) | 마쓰나가 주지 (일본사회당)   | 1965년 제7회  |               | 스즈키 만페이 (자유민주당)       | 구리하라 유코 (자유민주당)     |
| 고바야시 다케지 (자유민주당) | 마쓰나가 주지 (일본사회당)   |               | 1968년 제8회  | 야마모토 게이사부로 (자유민주당) | 구리하라 유코 (자유민주당)     |
| 가와노베 시즈 (자유민주당)   | 마쓰나가 주지 (일본사회당)   | 1971년 제9회  |               | 야마모토 게이사부로 (자유민주당) | 구리하라 유코 (자유민주당)     |
| 가와노베 시즈 (자유민주당)   | 마쓰나가 주지 (일본사회당)   |               | 1972년 보궐   | 야마모토 게이사부로 (자유민주당) | 사이토 도시오 (자유민주당)     |
| 가와노베 시즈 (자유민주당)   | 마쓰나가 주지 (일본사회당)   |               | 1974년 제10회 | 도즈카 신야 (자유민주당)         | 아오키 신지 (일본사회당)       |
| 구마가이 히로시 (자유민주당) | 가쓰마타 부이치 (일본사회당) | 1977년 제11회 |               | 도즈카 신야 (자유민주당)         | 아오키 신지 (일본사회당)       |
| 구마가이 히로시 (자유민주당) | 가쓰마타 부이치 (일본사회당) |               | 1980년 제12회 | 도즈카 신야 (자유민주당)         | 아오키 신지 (일본사회당)       |
| 다케야마 유타카 (자유민주당) | 고지마 시즈마 (자유민주당)   | 1983년 제13회 | 1983년 보궐   | 후지타 사카에 (자유민주당)       | 아오키 신지 (일본사회당)       |
| 다케야마 유타카 (자유민주당) | 고지마 시즈마 (자유민주당)   |               | 1986년 제14회 | 아오키 신지 (일본사회당)         | 기미야 가즈히토 (자유민주당)   |
| 사쿠라이 기준 (무소속)       | 다케야마 유타카 (자유민주당) | 1989년 제15회 |               | 아오키 신지 (일본사회당)         | 기미야 가즈히토 (자유민주당)   |
| 사쿠라이 기준 (무소속)       | 다케야마 유타카 (자유민주당) |               | 1992년 제16회 | 기미야 가즈히토 (자유민주당)     | 아오키 신지 (일본사회당)       |
| 스즈키 마사타카 (신진당)     | 다케야마 유타카 (자유민주당) | 1995년 제17회 |               | 기미야 가즈히토 (자유민주당)     | 아오키 신지 (일본사회당)       |
| 스즈키 마사타카 (신진당)     | 다케야마 유타카 (자유민주당) |               | 1998년 제18회 | 운노 도루 (무소속)               | 야마시타 요시히코 (자유민주당) |
| 다케야마 유타카 (자유민주당) | 신바 가즈야 (민주당)         | 2001년 제19회 |               | 운노 도루 (무소속)               | 야마시타 요시히코 (자유민주당) |
| 다케야마 유타카 (자유민주당) | 신바 가즈야 (민주당)         |               | 2004년 제20회 | 사카모토 유키오 (자유민주당)     | 후지모토 유지 (민주당)         |
| 신바 가즈야 (민주당)         | 마키노 다카오 (자유민주당)   | 2007년 제21회 |               | 사카모토 유키오 (자유민주당)     | 후지모토 유지 (민주당)         |
| 신바 가즈야 (민주당)         | 마키노 다카오 (자유민주당)   |               | 2009년 보궐   | 쓰치다 히로카즈 (민주당)         | 후지모토 유지 (민주당)         |
| 신바 가즈야 (민주당)         | 마키노 다카오 (자유민주당)   |               | 2010년 제22회 | 이와이 시게키 (자유민주당)       | 후지모토 유지 (민주당)         |
| 마키노 다카오 (자유민주당)   | 신바 가즈야 (민주당)         | 2013년 제23회 |               | 이와이 시게키 (자유민주당)       | 후지모토 유지 (민주당)         |
| 마키노 다카오 (자유민주당)   | 신바 가즈야 (민주당)         |               | 2016년 제24회 | 이와이 시게키 (자유민주당)       | 히라야마 사치코 (민진당)       |
| 마키노 다카오 (자유민주당)   | 신바 가즈야 (국민민주당)     | 2019년 제25회 |               | 이와이 시게키 (자유민주당)       | 히라야마 사치코 (민진당)       |
| 마키노 다카오 (자유민주당)   | 신바 가즈야 (국민민주당)     |               | 2021년 보궐   | 야마자키 신노스케 (무소속)       | 히라야마 사치코 (민진당)       |
| 마키노 다카오 (자유민주당)   | 신바 가즈야 (국민민주당)     |               | 2022년 제26회 | 와카바야시 요헤이 (자유민주당)   | 히라야마 사치코 (무소속)       |

## 최근 선거 결과

### 2016년 (제24회)
| 제24회 참의원 의원 통상선거시즈오카현 선거구 (정수: 2명)   |                   |            |             |        |      |                 |
| 투표일: 2016년 7월 10일유권자수: 3,111,085명투표율: 55.76% |                   |            |             |        |      |                 |
| 후보                                                       | 후보              | 정당       | 득표        | 득표율 | 당락 | 비고            |
|                                                            | 이와이 시게키     | 자유민주당 | 747,410표   | 44.25% | 당선 | 공명당 추천     |
|                                                            | 히라야마 사치코   | 민진당     | 691,687표   | 40.95% | 당선 | 사회민주당 추천 |
|                                                            | 스즈키 지카       | 일본공산당 | 172,382표   | 10.21% |      |                 |
|                                                            | 오다케 소타로     | 무소속     | 54,412표    | 3.22%  |      |                 |
|                                                            | 에가시라 도시미쓰 | 행복실현당 | 23,021표    | 1.36%  |      |                 |
| 합계                                                       | 합계              | 합계       | 1,688,912표 |        |      |                 |

### 2019년 (제25회)
| 제25회 참의원 의원 통상선거시즈오카현 선거구 (정수: 2명)   |                   |                            |             |        |      |             |
| 투표일: 2019년 7월 21일유권자수: 3,074,712명투표율: 50.46% |                   |                            |             |        |      |             |
| 후보                                                       | 후보              | 정당                       | 득표        | 득표율 | 당락 | 비고        |
|                                                            | 마키노 다카오     | 자유민주당                 | 585,271표   | 38.55% | 당선 | 공명당 추천 |
|                                                            | 신바 가즈야       | 국민민주당                 | 445,866표   | 29.36% | 당선 |             |
|                                                            | 도쿠가와 이에히로 | 입헌민주당                 | 301,895표   | 19.88% |      |             |
|                                                            | 스즈키 지카       | 일본공산당                 | 136,623표   | 9.00%  |      |             |
|                                                            | 하타야마 고이치   | NHK로부터 국민을 지키는 당 | 48,739표    | 3.21%  |      |             |
| 합계                                                       | 합계              | 합계                       | 1,518,394표 |        |      |             |

### 2021년 (제24회 보궐)
| 제24회 참의원 의원 보궐선거시즈오카현 선거구                |                   |            |             |        |      |                             |
| 투표일: 2021년 10월 24일유권자수: 3,048,538명투표율: 45.57% |                   |            |             |        |      |                             |
| 후보                                                        | 후보              | 정당       | 득표        | 득표율 | 당락 | 비고                        |
|                                                             | 야마자키 신노스케 | 무소속     | 650,789표   | 47.50% | 당선 | 입헌민주당, 국민민주당 추천 |
|                                                             | 와카바야시 요헤이 | 자유민주당 | 602,780표   | 43.99% |      | 공명당 추천                 |
|                                                             | 스즈키 지카       | 일본공산당 | 116,554표   | 8.51%  |      |                             |
| 합계                                                        | 합계              | 합계       | 1,370,123표 |        |      |                             |

### 2022년 (제26회)
| 제26회 참의원 의원 통상선거시즈오카현 선거구 (정수: 2명)   |                   |            |             |        |      |                 |
| 투표일: 2022년 7월 10일유권자수: 3,037,295명투표율: 52.97% |                   |            |             |        |      |                 |
| 후보                                                       | 후보              | 정당       | 득표        | 득표율 | 당락 | 비고            |
|                                                            | 와카바야시 요헤이 | 자유민주당 | 622,141표   | 39.54% | 당선 | 공명당 추천     |
|                                                            | 히라야마 사치코   | 무소속     | 446,185표   | 28.36% | 당선 |                 |
|                                                            | 야마자키 신노스케 | 무소속     | 250,391표   | 15.91% |      | 국민민주당 추천 |
|                                                            | 스즈키 지카       | 일본공산당 | 137,835표   | 8.76%  |      |                 |
|                                                            | 야마모토 다카시   | 참정당     | 72,662표    | 4.62%  |      |                 |
|                                                            | 호리카와 게이스케 | NHK당      | 19,023표    | 1.21%  |      |                 |
|                                                            | 후나하시 유메토   | NHK당      | 14,640표    | 0.93%  |      |                 |
|                                                            | 후나카와 아쓰시   | 무소속     | 10,666표    | 0.68%  |      |                 |
| 합계                                                       | 합계              | 합계       | 1,573,543표 |        |      |                 |

## 같이 보기
- 시즈오카현 제1구
- 시즈오카현 제2구
- 시즈오카현 제3구
- 시즈오카현 제4구
- 시즈오카현 제5구
- 시즈오카현 제6구
- 시즈오카현 제7구
- 시즈오카현 제8구